# سیارک ۹۳۵۸
سیارک ۹۳۵۸ (به انگلیسی: 9358 Faro، نامگذاری:1992DN7) نه هزار و سیصد و پنجاه و هشتمین سیارک کشف شده‌است که در ۲۹ فوریه ۱۹۹۲ کشف شد.
قدر مطلق سیارک برابر ۱۳٫۵۰ است.